# Ophrys fusca iricolor
L'ofride scura (Ophrys fusca subsp. iricolor (Desf.) K.Richt., 1890) è una pianta erbacea appartenente alla famiglia delle Orchidacee.

## Etimologia
L'epiteto sottospecifico (iricolor) fa riferimento ai colori iridescenti del labello.

## Descrizione
È una pianta erbacea alta 10 – 25 cm (massimo 40 cm). La forma biologica è geofita bulbosa (G bulb), ossia è una pianta perenne che porta le gemme in posizione sotterranea. Durante la stagione avversa non presenta organi aerei e le gemme si trovano in organi sotterranei chiamati bulbi o tuberi, strutture di riserva che annualmente producono nuovi fusti, foglie e fiori. È un'orchidea terrestre in quanto contrariamente ad altre specie, non è “epifita”, ossia non vive a spese di altri vegetali di maggiori proporzioni.

### Radici
Le radici sono secondarie da bulbo e consistono in sottili fibre radicali posizionate nella parte superiore dei bulbi.

### Fusto
- Parte ipogea: la parte sotterranea del fusto è composta da due tuberi bulbosi a forma ovoidale e arrotondata; il primo svolge delle importanti funzioni di alimentazione, mentre il secondo raccoglie materiali nutritizi di riserva per lo sviluppo della pianta che si formerà nell'anno venturo. Il colore dei bulbi è biancastro. Dimensione dei bulbi: 1 – 3 cm.
- Parte epigea: la parte aerea del fusto è breve, semplice ed eretta. Il colore è verde.

### Foglie
Le foglie principali (2 – 4) sono disposte in una rosetta radicale a forma strettamente ellittica. Hanno un portamento ripiegato a doccia con apice acuto. Sono presenti anche alcune foglie cauline ma più brevi, a portamento amplissicaule e progressivamente di aspetto bratteale. Dimensione delle foglie inferiori: larghezza 1 – 3 cm; lunghezza 5 – 15 cm.

### Infiorescenza
L'infiorescenza è “indefinita” (senza fiore apicale o politelica) del tipo spiciforme con pochi (1 – 4, massimo 8) fiori sessili. Questi ultimi sono posti alle ascelle di brattee a forma lineare e scanalata; sono lunghe come l'ovario. I fiori inoltre sono resupinati, ruotati sottosopra; in questo caso il labello è volto in basso. Dimensione delle brattee: 2 – 3 cm.

### Fiore

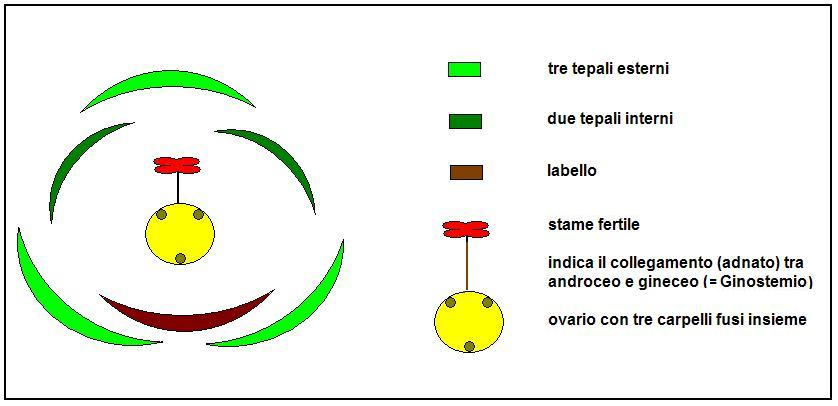
Diagramma fiorale

I fiori sono ermafroditi ed irregolarmente zigomorfi, pentaciclici (perigonio a 2 verticilli di tepali, 2 verticilli di stami (di cui uno solo fertile – essendo l'altro atrofizzato), 1 verticillo dello stilo).
- Formula fiorale: per queste piante viene indicata la seguente formula fiorale:

X, P 3+3, [A 1, G (3)], infero, capsula
- Perigonio: il perigonio è composto da 2 verticilli con 3 tepali (o segmenti) ciascuno (3 interni e 3 esterni). I tre segmenti esterni sono concavi e patenti a forma largamente ovata. Quello mediano (centrale) è incurvato, ossia ripiegato a cappuccio sul ginostemio. I due tepali interni (il terzo, quello centrale, chiamato labello, è molto diverso da tutti gli altri) sono più piccoli a forma strettamente oblunga, quasi lineare (sono tre volte più lunghi che larghi). Colore dei tepali esterni: verde chiaro quasi brillante. Colore dei tepali interni: giallastro-bruno. Dimensione dei tepali esterni: larghezza 6 – 9 mm; lunghezza 9 – 15 mm. Dimensione dei petali interni: larghezza 1,5 – 3,5 mm; lunghezza 6 – 9 mm.
- Labello: il labello (la parte più vistosa del fiore) è ampio, carnoso e brevemente pubescente; si presenta con un portamento pendente con margini incurvati. La parte terminale è formata da tre lobi, i due lobi esterni sono poco evidenti, mentre quello centrale, molto più grande, è a sua volta suddiviso in due parti. In questa specie non è presente lo sperone.  Colore del labello: bruno all'esterno, violaceo al centro con macchie più scure; inoltre a metà basale del labello si possono intravedere delle macule azzurre e lucide. Dimensione del labello: larghezza 13 – 18 mm; lunghezza 8 – 16 mm (massimo fino a 23 mm).
- Ginostemio:  lo stame con le rispettive antere (in realtà si tratta di una sola antera fertile biloculare – a due logge) è concresciuto (o adnato) con lo stilo e lo stigma e forma una specie di organo colonnare chiamato "ginostemio"[5]. Quest'organo è posizionato all'interno-centro del fiore e in questa specie è molto breve e non è rostrato. Il polline ha una consistenza gelatinosa; e si trova nelle due logge dell'antera, queste sono fornite di una ghiandola vischiosa (chiamata retinacolo). I pollinii sono inseriti su due retinacoli distinti tramite delle caudicole, mentre i retinacoli sono protetti da due borsicole[6]. L'ovario, sessile in posizione infera  è formato da tre carpelli fusi insieme[3]. L'ovario non è contorto.
- Fioritura: da marzo a maggio.

### Frutti
Il frutto è una capsula.  Al suo interno sono contenuti numerosi minutissimi semi piatti. Questi semi sono privi di endosperma e gli embrioni contenuti in essi sono poco differenziati in quanto formati da poche cellule. Queste piante vivono in stretta simbiosi con micorrize endotrofiche, questo significa che i semi possono svilupparsi solamente dopo essere infettati dalle spore di funghi micorrizici (infestazione di ife fungine). Questo meccanismo è necessario in quanto i semi da soli hanno poche sostanze di riserva per una germinazione in proprio.

## Biologia
La riproduzione di questa pianta può avvenire in due modi: 
- per via vegetativa in quanto uno dei due bulbi possiede la funzione vegetativa per cui può emettere gemme avventizie capaci di generare nuovi individui (l'altro bulbo generalmente è di riserva).
- per via sessuata grazie all'impollinazione degli insetti pronubi; la germinazione dei semi è tuttavia condizionata dalla presenza di funghi specifici (i semi sono privi di albume – vedi sopra). Come per altre specie di Ophrys anche in questa l'impollinazione avviene tramite un ben definito maschio di imenottero del genere Andrena[2] (in particolare Andrena morio[8][9]) che riconosce (o crede di riconoscere) nella figura disegnata sul labello una propria femmina e quindi tenta una copulazione col solo risultato di trasferire il polline da un individuo floreale all'altro. Anche il profumo (non sempre gradevole per noi umani) emesso dall'orchidea imita i ferormoni dell'insetto femmina per incitare ulteriormente l'insetto maschio all'accoppiamento. Questo fiore è privo di nettare per cui a impollinazione avvenuta l'insetto non ottiene nessuna ricompensa; questa specie può quindi essere classificata tra i “fiori ingannevoli”[10].

## Distribuzione e habitat
- Geoelemento: il tipo corologico (area di origine) è Steno-Mediterraneo.
- Diffusione: in Italia questa orchidea è rara, ma è possibile trovarla in Toscana e nelle isole maggiori.
- Habitat: l'habitat tipico sono le macchie, le garighe e incolti.
- Diffusione altitudinale: sui rilievi queste piante si possono trovare fino a 900 m s.l.m.; frequentano quindi il seguente piano vegetazionale: collinare.

## Tassonomia

### Sinonimi
La specie di questa voce ha avuto nel tempo diverse nomenclature:
- Ophrys achillis P.Delforge
- Ophrys astypalaeica P.Delforge
- Ophrys eleonorae Devillers-Tersch. & Devillers
- Ophrys fusca var. forestieri Rchb.f.
- Ophrys fusca subsp. forestieri (Rchb.f.) Kreutz
- Ophrys hospitalis P.Delforge
- Ophrys iricolor Desf.
- Ophrys iricolor subsp. astypalaeica (P.Delforge) Kreutz
- Ophrys iricolor subsp. eleonorae (Devillers-Tersch. & Devillers) Paulus & Gack
- Ophrys iricolor subsp. hospitalis (P.Delforge) Mifsud & L.Lewis
- Ophrys iricolor subsp. maxima (A.Terracc.) Paulus & Gack
- Ophrys iricolor subsp. mesaritica (Paulus, C.Alibertis & A.Alibertis) Kreutz
- Ophrys iricolor subsp. vallesiana (Devillers-Tersch. & Devillers) Paulus & Gack
- Ophrys mesaritica Paulus, C.Alibertis & A.Alibertis
- Ophrys vallesiana Devillers-Tersch. & Devillers

## Conservazione
Come tutte le orchidee è una specie protetta e quindi ne è vietata la raccolta e il commercio ai sensi della Convenzione sul commercio internazionale delle specie minacciate di estinzione (CITES).